# Nintendo Entertainment System
Nintendo Entertainment System (NES) в Северной Америке и Европе, Famicom (от FAMIly COMputer — семейный компьютер) в Японии, Hyundai Comboy в Южной Корее, Samurai в Индии — восьмибитная домашняя игровая консоль, разработанная японской корпорацией Nintendo и популярная в середине 1980-х и начале 1990-х годов.
Впервые консоль появилась на японском рынке в 1983 году под названием Famicom, а затем, переименованная в NES, вышла в Европе и США в 1985 году. Новинка оказалась исключительно удачной и сумела завоевать практически весь американский и японский рынок. Консоль появилась с большим пакетом игр, среди которых самым известным и продаваемым стало семейство игр Super Mario Bros.. Марио стал талисманом корпорации Nintendo. Всего, по официальным данным, было продано более 60 млн приставок и более 500 млн игр.
Поскольку выход консоли произошёл вскоре после кризиса игровой индустрии, многие критики именно ей приписывают возрождение игрового рынка и открытие третьего поколения игровых систем, так как удачные аппаратные характеристики и богатая библиотека игр вызвали интерес как у потребителей, так и у разработчиков, отвернувшихся было от игровой индустрии после краха.
С начала 1990-х годов популярность NES начала неуклонно снижаться из-за появления более совершенных шестнадцатибитных приставок, прежде всего Sega Mega Drive и следующего поколения консолей от самой Nintendo — SNES/Super Famicom. Тем не менее выпуск консоли продолжался вплоть до 2003 года.
Игровая библиотека NES доступна пользователям большинства современных компьютерных систем при помощи эмуляторов. Также в игры NES можно поиграть в Wii Virtual Console, Nintendo 3DS и Wii U, а также Nintendo Switch Online.
11 ноября 2016 года Nintendo выпустила ретро-консоль Nintendo Classic Mini: Nintendo Entertainment System, содержавшую в комплекте один игровой контроллер и 30 классических игр NES/Famicom.

## История

### Запуск в производство
После выпуска нескольких популярных аркадных автоматов в начале 1980-х годов, фирма Nintendo приняла решение о выпуске собственной консоли, работающей на сменных картриджах. Эффективность в написании игр и низкая стоимость производства консоли заключалась в том, что получение информации и данных в NES осуществлялось без проверки, запроса, и полной загрузки в оперативную память, что было у других приставок того времени. Из-за новой технологии и моментальной загрузки с картриджа можно было достичь хорошей графики, анимации и звука. Спроектированная Масаюки Уэмурой и выпущенная в Японии 15 июля 1983 года, Nintendo Family Computer (Famicom) набирала обороты медленно: в первый год своего существования приставка часто критиковалась как ненадёжная, подверженная сбоям и ошибкам программирования. После отзыва продукта и повторного выпуска с переработанной материнской платой, популярность приставки резко выросла — к концу 1984 года Famicom стала наиболее продаваемой игровой консолью в Японии (было продано более 2,5 миллиона консолей), оставив своего ближайшего конкурента, Sega SG-1000, позади. Расширяя рынок сбыта, Nintendo обратила своё внимание на рынки Северной Америки.
Nintendo вступила в переговоры с Atari для совместного продвижения консоли на североамериканский рынок под названием «Nintendo Enhanced Video System». Сделка сорвалась — Atari разорвала отношения с Nintendo в ответ на обнародованное заявление Coleco, в котором говорилось о нелицензированном порте игры Donkey Kong для их Coleco Adam. Хотя игра была выпущена без разрешения или поддержки Nintendo, Atari восприняла это как знак того, что Nintendo сотрудничает с одним из главных конкурентов Atari.
Atari решила сконцентрировать усилия на своей собственной восьмибитной консоли следующего поколения — Atari 7800. Последовавшие затем планы Nintendo по самостоятельному продвижению консоли Famicom в Северной Америке со включёнными в поставку клавиатурой, кассетным магнитофоном, беспроводным геймпадом и специальным картриджем с языком программирования BASIC также не увенчались реальными результатами. В конце концов в июне 1985 года Nintendo представила американскую версию Famicom на Consumer Electronics Show (CES).

### Золотые годы

Первое появление водопроводчика Марио, пока ещё в виде героя «Прыгун» (Donkey Kong)

С полностью переделанным корпусом и новым названием, Nintendo Entertainment System, приставка оказалась настолько же популярной в Америке, насколько Famicom была популярна в Японии, и сыграла важнейшую роль в возрождении интереса к индустрии видеоигр. Первоначально Nintendo выпустила в продажу 50 000 приставок в Нью-Йорке, затем, на волне спроса, приставки NES поступили в продажу по всей стране. Выпуск систем в Нью-Йорке состоялся 18 октября 1985, а выпуск по остальной территории США — в феврале следующего года.
До окончания десятилетия Nintendo была неоспоримым лидером на американском и японском игровых рынках, а её игры били все рекорды продаж.
В 1989 году был снят фильм «Волшебник», сюжет которого строился вокруг игр Nintendo. В фильм вошло множество кадров, демонстрирующих торговые марки Nintendo и фрагменты игрового процесса, и кинокритики отнеслись к нему как к слабо прикрытой рекламе видеоигр NES.
Роджер Эберт, в частности, назвал её «циничным эксплуатационным фильмом со множеством рекламных вставок».
Однако консоль не получила того же уровня популярности в других западных странах, по большей части из-за того, что до начала 1990-х годов недостаточно рекламировалась. Ситуация усложнялась управленческими проблемами в Канаде, а европейское отделение Nintendo вплоть до 1990 года не существовало вообще: распространением приставки занимались независимые компании. Это позволило их конкуренту, компании Sega, со своей приставкой Sega Master System, обойти Nintendo во многих странах. Тем не менее после 1990 года NES стала наиболее продаваемой консолью за всю историю видеоигр.

Kirby's Adventure, выпущенная в 1993 году, была одной из последних лицензионных игр для NES

### Закат популярности
С начала 1990-х годов конкуренция со стороны технически более совершенных систем, таких как 16-битная Sega Mega Drive, положила конец господству NES. Новая консоль четвёртого поколения — Super Nintendo Entertainment System (SNES) затмила собой NES, и количество пользователей последней стало постепенно уменьшаться. Первую половину десятилетия Nintendo продолжала поддерживать NES в Америке и даже выпустила новую версию консоли, что должно было решить недостатки оригинальной аппаратной части NES. После 1995 года, на фоне уменьшающихся продаж и недостатка новых игр, американское отделение Nintendo официально прекратило поддержку NES. Несмотря на это, японское отделение Nintendo продолжало выпуск консолей Famicom небольшими тиражами до октября 2003 года. По официальным данным, за всю историю продаж NES было продано около 60 миллионов консолей и 500 миллионов игр.
В 2007 году японское отделение Nintendo объявило, что Famicom больше не будут ремонтироваться из-за нехватки необходимых деталей.

### Возрождение NES посредством эмуляции
С разработкой эмуляторов появилась возможность играть в видеоигры на персональных компьютерах, а впоследствии и на других консолях. Для этого необходимо наличие программы-эмулятора и соответствующего образа картриджа ПЗУ (известные эмуляторы: FCEUX, Nestopia, Jnes). Кроме того, современные технологии позволяют эмулировать игры на мобильных телефонах (эмуляторы vNES, vNES J2ME, Nescube). Параллельно с ростом интереса к эмуляции, вырос интерес и к моддингу консоли. Люди, увлечённые этим хобби, помещали внутренности NES в другой корпус или просто разбирали приставку по частям для собственного удовольствия. Игровые контроллеры были особой целью для моддинга: их часто подсоединяли к компьютеру через параллельный или USB-порт. Некоторые моддеры превращали консоль в портативную систему, используя для этого АА-батарейки и LED или жидкокристаллический экран.
Помимо моддинга также получил распространение ромхакинг — процесс внесения модификаций в ROM-образы видеоигр с целью изменения игровой графики, текста, уровней и других составляющих.
В 2005 году Nintendo анонсировала планы по созданию сервиса для скачивания и запуска классических игр NES в Wii. Первоначально на сервисе, получившем название Virtual Console, были выложены Mario Bros., The Legend of Zelda и Donkey Kong, позднее появились хиты прошлого Super Mario Bros., Punch-Out!! и Metroid.
На сегодняшний день существует множество сайтов, где можно скачать образы ROM-ов для игры в эмуляторе. Помимо игры на компьютере, эмуляторы можно встретить на мобильных телефонах, КПК и карманных игровых консолях. Некоторые консоли, такие как Dingoo A320 предлагают эмуляцию NES в качестве основного функционала, позволяя играть на небольшом экране с разрешением 320×240 (которое очень близко к родному разрешению оригинальной NES). Благодаря низкой стоимости таких консолей, наличию множество эмуляторов и ромов для игры — NES остаётся популярной среди энтузиастов и поныне.

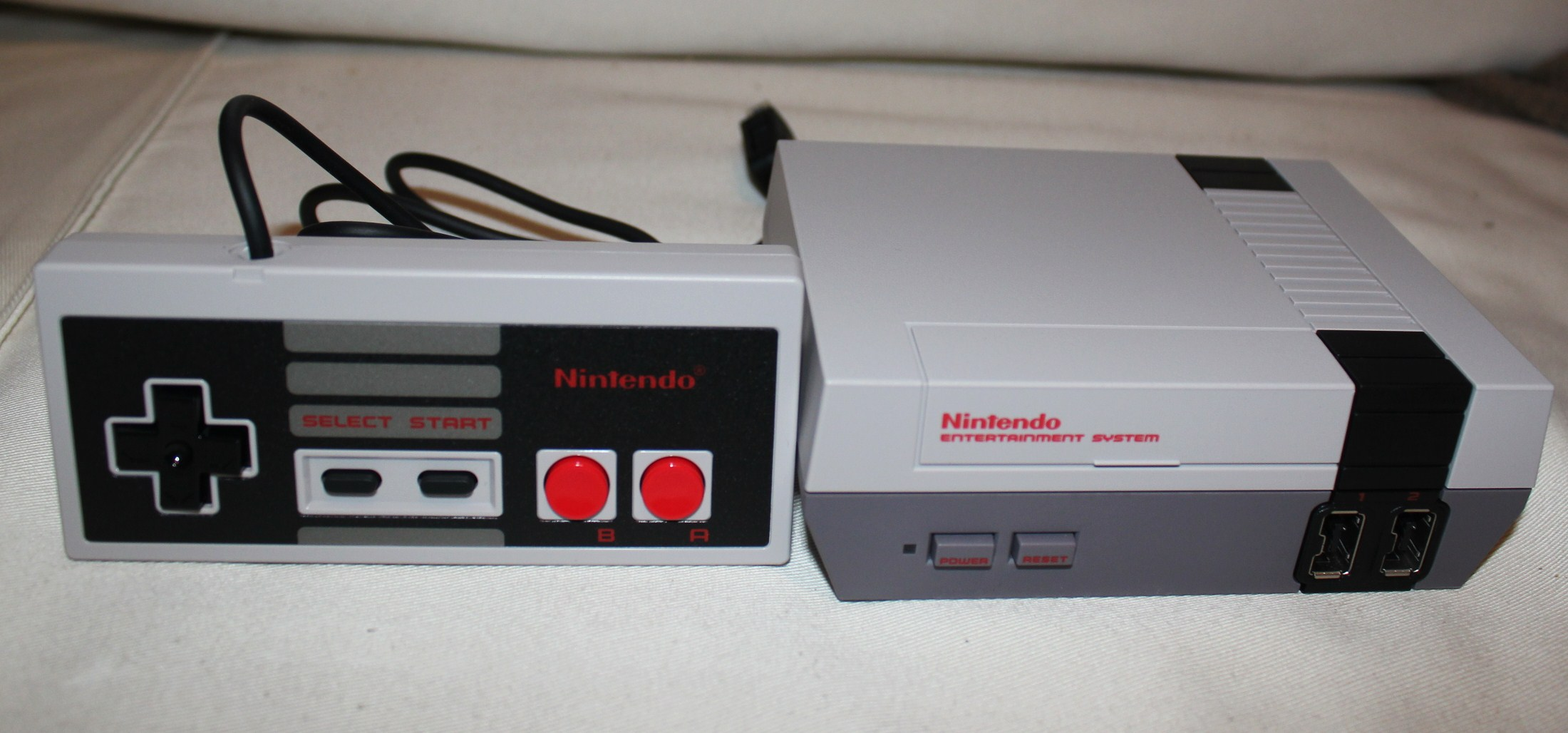
NES Classic Edition

Кроме того, энтузиасты периодически создают неофициальные новые игры для консоли, например, D-Pad Hero, игра-аналог серии Guitar Hero.

### Nintendo Entertainment System: NES Classic Edition
11 ноября 2016 года Nintendo перевыпустила NES в виде ретроконсоли Nintendo Classic Mini: Nintendo Entertainment System, которая практически полностью воспроизводит дизайн оригинальной приставки, отличаясь более скромными габаритами. Для подключения консоли к телевизору используется интерфейс HDMI, а питание осуществляется через порт USB. Спустя 6 месяцев после выпуска, 13 апреля 2017 года, Nintendo of America заявила о закрытии производства. Но позже, 12 сентября того же года в твиттере Nintendo of Japan объявили о возвращении NES Mini на прилавки магазинов не позже лета 2018 года. Стоимость игровой приставки составляет 60 долларов США.

## Региональные отличия
Японская Famicom и североамериканская NES отличались на аппаратном уровне, что исключало возможность использования картриджей другого региона и делало невозможным нелицензионный импорт картриджей из Японии (где контроль за распространением игр гораздо слабее, чем в США). На техническом уровне в оригинальном Famicom (а также AV Family Computer) использовались 60-контактные разъёмы для картриджей против 72-контактных в NES и NES 2. Для североамериканской версии было добавлено 10 контактов, через которые игра на картридже могла подключиться напрямую к порту расширения, размещённому снизу консоли. Ещё четыре контакта были добавлены для работы чипа региональной блокировки 10NES. Впоследствии чип блокировки был удалён в ревизии NES 2.

Версия Castlevania 3 для NES имела худший звук в сравнении с версией для Famicom

В заключение было удалено два контакта, которые позволяли картриджам иметь собственные чипы для расширения звуковых возможностей приставки. В результате внешние картриджи не могли использовать эту функциональность и многие локализации игр страдали от низкокачественного звука по сравнению со своими аналогами для Famicom. Castlevania III: Dracula's Curse, использовавшая звуковой чип Konami VRC6, была одним из наиболее ярких тому примеров.

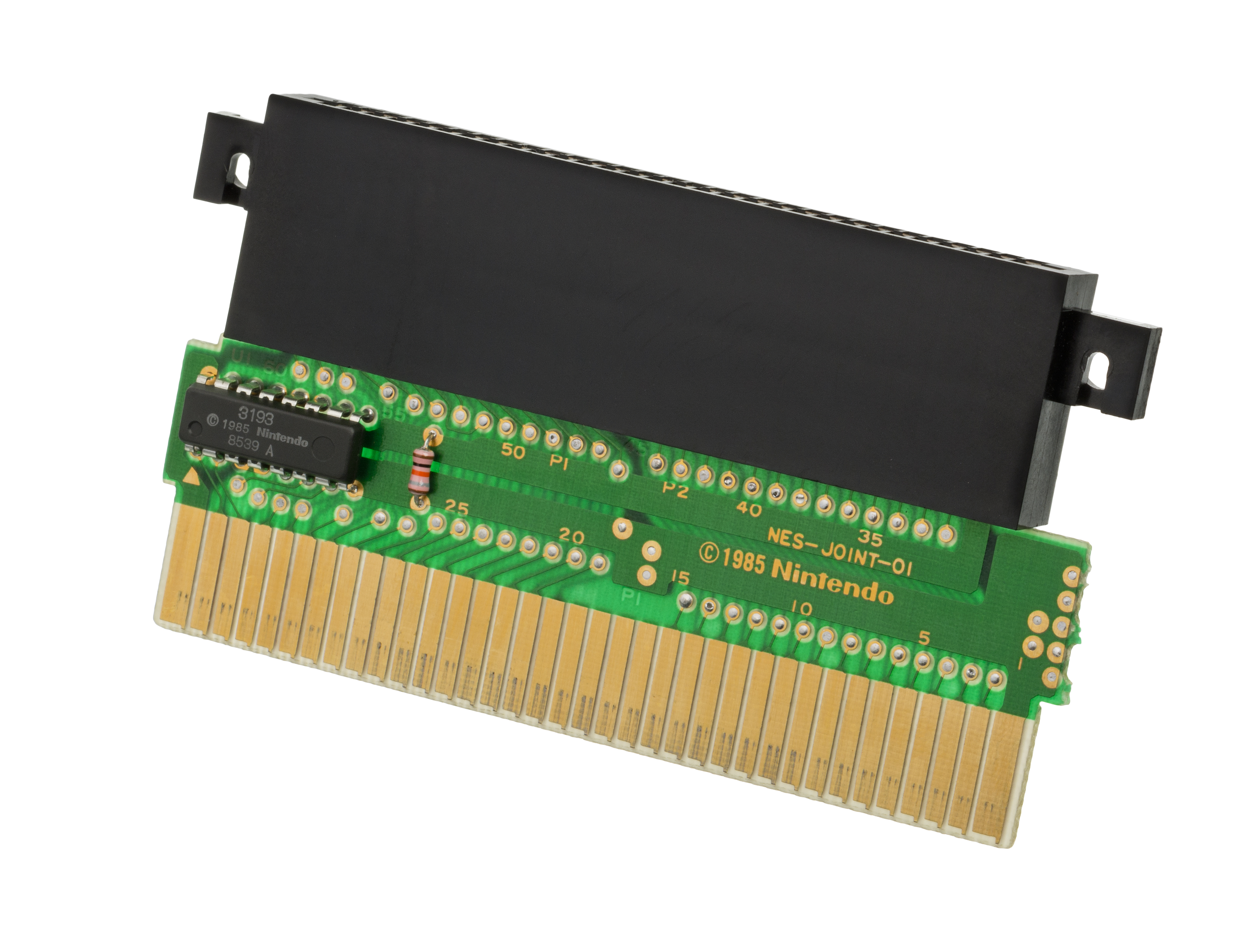
Адаптер Famicom из раннего тиража Gyromite

Многие ранние игры (например, Gyromite), выпущенные в Северной Америке, на деле были картриджами Famicom, подсоединёнными к адаптеру (типа T89 Cartridge Converter), что позволяло вставлять их в разъём NES. Nintendo пошла на это, чтобы уменьшить издержки, используя одинаковые платы картриджей как для Америки, так и для Японии.
Кроме того, NES отличался от Famicom оригинальным дизайном корпуса. В Famicom разъём для картриджа размещался сверху, спереди — 15-контактный порт расширения, предназначенный для подключения аксессуаров, геймпады были неотсоединяемыми и подключались сзади. Дизайн корпуса NES отличался кардинально: переднее расположение разъёма для картриджей, имевшего совершенно другое устройство; порт расширения снизу; съёмные геймпады, серо-белая расцветка.
Решения, выбранные для NES, обусловили невозможность использования большинства аксессуаров, выпускавшихся для Famicom исключительно в Японии:
- Famicom Disk System (FDS). Не включённый в поставку с оригинальной системой, популярный дисковод для гибких дисков был выпущен только в Японии. Nintendo никогда не выпускала Famicom Disk System за пределами Японии, опасаясь незаконного копирования их игр. Среди известных игр для FDS были оригинальный Super Mario Bros. 2 и специальное издание Metroid[29].
- Famicom BASIC был реализацией языка программирования BASIC для Famicom. После добавления привода для дискет Famicom Disk System и клавиатуры система могла использоваться в качестве компьютера. Также это позволяло пользователям создавать свои собственные игры.
- Модем Famicom — модем, позволявший подсоединяться к серверу Nintendo, предоставлявшему такой материал, как анекдоты, новости (в основном о Nintendo), советы по играм, сводки погоды в Японии, а также позволявший скачивать небольшое количество программ.

## Периферия
- Family BASIC[англ.] (Family BASIC Keyboard) и Famicom Data Recorder[англ.] и Family Computer Disk System

### Игровые контроллеры
Контроллеры, использовавшиеся в NES и Famicom, имели форму прямоугольника при взгляде сверху с простым расположением пяти кнопок: две круглые кнопки, обозначенные как A и B, кнопка Start, кнопка Select и крестовина. Геймпады были спроектированы Гумпэем Ёкои взамен более массивных джойстиков, которые использовались в более ранних игровых системах. Первоначальная версия геймпада, выпускавшаяся до отзыва консоли в 1984 году, имела квадратные кнопки A и B.

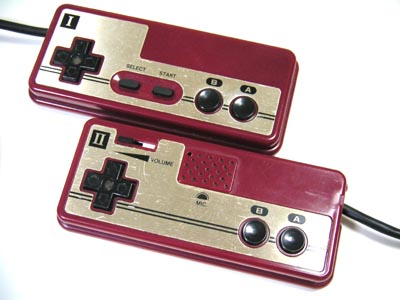
Контроллеры Famicom имели простой внешний вид, хотя в них были и некоторые особенности, которых не было в геймпадах для NES, например, микрофон

Изначально оригинальная модель Famicom имела два контроллера, чьи кабели были припаяны к консоли сзади. У второго контроллера не было кнопок Start и Select, зато имелся небольшой микрофон, который использовался в сравнительно небольшом количестве игр. У NES геймпады были свободно отсоединяемыми: на передней панели консоли имелось два семиконтактных разъёма. Геймпады, входившие в комплект с NES (две штуки), были одинаковы — у второго геймпада не было микрофона, но зато имелись кнопки Start и Select.
Для системы было выпущено несколько дополнительных контроллеров, созданных для использования в некоторых специфических играх, хотя сколько-нибудь популярными из устройств стали лишь редкие из них. Среди них были: NES Zapper (световой пистолет), Power Pad, R.O.B. (робот, который начинал шевелить руками, когда его поворачивали лицом к телевизору) и перчатка-геймпад Power Glove. Famicom имела порт расширения DB-15, расположенный спереди консоли и предназначенный для подключения большинства вспомогательных устройств. На NES эти специальные контроллеры обычно подключались к одному из двух портов, расположенных спереди приставки.
Ближе к концу жизни NES, с выпуском AV Famicom и NES 2 со слотом для картриджа наверху, внешний вид игровых контроллеров слегка изменился. Хотя раскладка кнопок осталась той же, вместо прямоугольной формы использовался несколько более удобный выгнутый дизайн, напоминали они контроллеры для SNES. Кроме того, фирма Nintendo отказалась от припаянных контроллеров в пользу отсоединяемых. Как и у NES, контроллеры AV Famicom имели эргономичную форму, но шнур у них был более коротким: один метр против двух у NES.
В те годы геймпад NES стал одним из наиболее узнаваемых символов системы. Компания Nintendo скопировала внешний вид контроллера в некоторых позднейших продуктах, от разнообразной сувенирной продукции до специальной версии портативной игровой консоли Game Boy Micro, выпускавшейся ограниченным тиражом. Кроме того, внешний вид геймпада имеет немало общего с внешним видом карманных электронных игр Nintendo Game&Watch, также разрабатывавшихся Гумпэем Ёкои.

## Недостатки аппаратной части
При выпуске NES в Соединённых Штатах дизайн приставки был намеренно сделан отличным от других консолей того времени. Разработчики Nintendo хотели, чтобы консоль отличалась от продукции конкурентов, отчасти для того, чтобы избежать плохой репутации, которую игровые консоли заслужили после обвала видеоигр в 1983 году. Одним из результатов такой философии стал разъём для картриджей ZIF с фронтальной загрузкой, спроектированный так, чтобы напоминать механизм загрузки у видеомагнитофонов. ZIF-разъём работал очень хорошо, пока его контакты оставались чистыми и неокислившимися.
К несчастью, ZIF-коннектор (англ. zero insertion force, «вставка без усилия») был таким только по названию. Когда пользователь вставлял картридж, под действием приложенной силы контакты слегка изгибались, а плата картриджа вдавливалась обратно в корпус. Повторяющиеся вставки и вынимания картриджей сравнительно быстро истирали контакты, к тому же ZIF был куда более подвержен замыканиям из-за грязи и пыли, нежели являющийся промышленным стандартом ножевой разъём.
К тому же Nintendo сделала серьёзную ошибку в выборе материала для разъёма: коннектор, в который вставлялись картриджи, был сделан из дешёвого сплава, чрезвычайно подверженного коррозии. Дополнительные устройства, типа популярного чит-картриджа Game Genie (который вставлялся между картриджем с игрой и разъёмом) усиливали проблему, изгибая механизм передней загрузки во время игры.

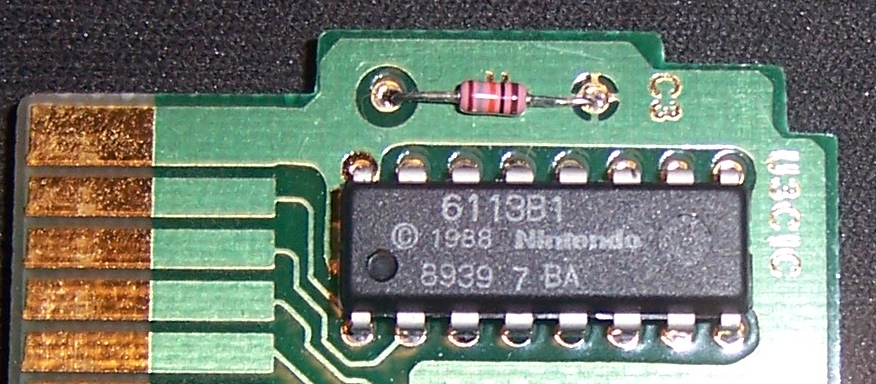
Чип блокировки 10NES

Из-за чипа блокировки 10NES часто возникала одна из наиболее серьёзных проблем: мигающий индикатор питания — приставка постоянно включалась и выключалась. Чип блокировки был очень привередливым, требующим точной синхронизации для загрузки системы. Загрязнённые, старые и погнутые контакты часто нарушали синхронизацию, так что приставка начинала постоянно перезагружаться. Пользователи пытались решить эту проблему разными путями: некоторые продували контакты, другие после вставки картриджа хлопали по приставке сбоку. Кроме того, многие пользователи вставляли картридж в механизм загрузки не до конца, что обеспечивало несколько лучший контакт, или прижимали уже вставленный картридж различными прокладками.
Многие из наиболее частых попыток решения проблемы приводили к риску повреждения картриджа или приставки. Продувание контактов картриджа помогало не больше, чем вытаскивание и повторная вставка картриджа, к тому же это ускоряло окисление, приводившее в конечном итоге к повреждению печатной платы. Хлопки по боку консоли после вставки картриджа могли привести к её повреждению. Наиболее безопасным и надёжным путём решения проблемы мигающего индикатора питания была замена коннектора или чистка с использованием изопропилового спирта и ватных палочек. В 1989 Nintendo выпустила официальный комплект для чистки, чтобы помочь пользователям в чистке сбоящих картриджей и приставок.
Ближе к концу жизни приставки Nintendo выпустила NES 2 с загрузкой сверху, в которой проблема была решена путём использования стандартного ножевого коннектора и удаления чипа блокировки. Все системы Famicom использовали стандартный ножевой коннектор, как и последующие Super Nintendo Entertainment System и Nintendo 64.
В ответ на недостатки проектирования приставки по всем Соединённым Штатам развернулись «Авторизованные Ремонтные Центры Nintendo». Согласно заверениям Nintendo, программа авторизации была создана для того, чтобы убедиться, что приставки ремонтировались должным образом. Nintendo поставляла запасные части только тем магазинам, которые вступили в программу авторизации. На практике процесс авторизации состоял не более чем из выплаты компании Nintendo определённой суммы денег.

## Отношение Nintendo к сторонним разработчикам
Занимая почти монопольное положение на рынке видеоигр, Nintendo оказывала на индустрию даже большее влияние, чем Atari во времена своего расцвета в начале 1980-х. В отличие от Atari, которая дошла до того, что подала в суд на Activision, требуя прекратить выпуск игр для Atari 2600, Nintendo всячески поощряла участие других разработчиков в написании игр для их приставки, но только по своей лицензии и на своих условиях. Чтобы покончить с нелицензированными играми, в каждую консоль международной версии и каждый официально лицензированный картридж был помещён чип авторизации 10NES. Если чип консоли не мог обнаружить чип в картридже, то игра не запускалась.
Nintendo совмещала эту политику с маркетинговой кампанией, продвигавшей Печать Качества Nintendo. В рекламных роликах одетый в пурпурную мантию волшебник наставлял потребителей, что Печать Качества Nintendo — единственная гарантия того, что игра хорошая, и соответственно, что любая игра без печати качества — плохая. На самом деле печать обозначала, что разработчик заплатил лицензионные отчисления; относительно качества игры печать не гарантировала ничего.
Коммерческим последствием такого подхода стало то, что разработчики, фактически, попадали в крепостную зависимость от компании. Они были вынуждены платить лицензионные отчисления Nintendo, чтобы участвовать в процессе гарантии качества Nintendo, покупать комплекты разработки у Nintendo, а также заказывать Nintendo изготовление всех картриджей и упаковок. Nintendo тестировала и производила все игры на своём собственном оборудовании (или за часть отчисляемых ей денег, или за дополнительную плату), оставляла за собой право диктовать цены, налагала цензуру на материал, который считала неприемлемым, решала, сколько картриджей с той или иной игрой она выпустит, указывала компаниям-издателям, сколько они могут выпустить игр за определённый период времени (пять в год). Последнее ограничение привело к тому, что издатели стали открывать филиалы, чтобы его обойти (например, Konami открыла филиал Ultra Games, а Acclaim Entertainment — филиал LJN).
Эти методы были введены не только для того, чтобы держать разработчиков на коротком поводке, но и для манипулирования рынком: в 1988 году Nintendo стала намеренно создавать перебои с поставкой игр, чтобы увеличить потребительский спрос. Ссылаясь на практику «управления запасами», названную так Питером Мэйном, PR-директором Nintendo of America, Nintendo могла отказаться от удовлетворения всего существовавшего спроса. Розничные продавцы, многие из которых получали большой процент своего дохода от продаж техники и программного обеспечения Nintendo (например, Toys "R" Us сообщала, что 17 % продаж и 22 % дохода были от продаж товара Nintendo), почти не могли противостоять такой политике компании. В 1988 году в Соединённых Штатах было продано более 33 миллионов картриджей NES, но по подсчётам выходило, что в реальности было востребовано около 45 миллионов. Поскольку Nintendo контролировала производство всех картриджей, она могла таким образом поступать и с продукцией сторонних разработчиков. Такая ограниченная политика производства наносила урон небольшим компаниям: каким бы высоким ни был спрос на их игры, они могли получить лишь столько прибыли, сколько позволяла Nintendo.

Нелицензионные игры, такие как Bible Adventures от Wisdom Tree, часто выпускались в корпусах, сильно отличавшихся от обычных картриджей NES

Некоторые компании после получения отказа от Nintendo стали выпускать нелицензионные игры, или отказываясь платить лицензионные выплаты, или выпуская собственные картриджи. Большинство из этих компаний создавали электрические схемы, парализующие чип блокировки NES с помощью скачка напряжения. Atari Games создала линейку продуктов NES, под именем Tengen, используя другой подход: компания получила описание чипа блокировки от Ведомства США по патентам и товарным знакам, ложно заявив, что описание было необходимо ей для судебной защиты в деле о нарушении патентного законодательства. Затем Tengen использовала эти документы для создания своего чипа, названного «Кролик», который дублировал функции 10NES. За эти действия Nintendo предъявила Tengen иск за мошенническое использование опубликованного патента, и Tengen проиграла судебный процесс. Tengen, в свою очередь, предъявила иск Nintendo, обвинив её в нарушении антитрестовского законодательства. По этому иску так и не было вынесено окончательного решения.
Некоторые нелицензионные игры, выпущенные в Европе и Австралии, имели два разъёма. Первым они подсоединялись к приставке, а во второй вставлялся лицензионный картридж. Таким образом, игра могла использовать чип блокировки лицензионного картриджа для идентификации.
Хотя судебная борьба против таких компаний велась с переменным успехом (так, в деле Lewis Galoob Toys, Inc. против Nintendo of America, Inc., суд вынес постановление в пользу Galoob и распространяемого ими устройства Game Genie), в конечном счёте затраты на длительные судебные тяжбы вынудили большинство компаний закрыться или прекратить производство нелицензированных игр. Примечательным исключением была Color Dreams, которая выпускала игры на религиозную тему под именем своего филиала Wisdom Tree. Им Nintendo, боясь отрицательной реакции широкой публики, никогда не предъявляла судебных исков.
После того, как Sega представила свою удачную приставку Sega Genesis, Nintendo встретила в их лице серьёзного конкурента. Хотя в начале 1990-х Nintendo пришлось пересмотреть своё отношение к разработчикам, многие из них начали переходить на другие системы. После того как консоль была переиздана в виде NES 2, из неё был убран чип 10NES.
Среди компаний, производивших нелицензионные игры или аксессуары для западного рынка, были:
- Active Enterprises
- American Game Cartridges
- American Video Entertainment
- Camerica
- Code Masters
- Color Dreams
- Galoob
- Home Entertainment Suppliers
- Panesian
- S.E.I.
- Tengen
- Wisdom Tree

## Аппаратные клоны
В период расцвета популярности консоли появился процветающий рынок нелицензионных аппаратных клонов NES и Famicom, коротко все их (включая Dendy) называют «Famiclone» (Фамиклон). Рынок фамиклонов продолжал существовать, и даже развиваться, и после окончания выпуска самой NES. Эти клоны продолжают продаваться и в настоящий момент. Но, с угасанием памяти о NES, эти системы начали внешне напоминать наиболее популярные консоли-современники. Выпускались клоны, напоминающие Sega Genesis, Super Nintendo Entertainment System, и даже такие системы, как Nintendo GameCube, Sony PlayStation 2 и Microsoft Xbox. Некоторые более экзотичные системы превзошли по функциональности оригинальную платформу — например, карманная система с LCD экраном Pocket Famicom. Другие выпускались с прицелом на специализированные рынки. Среди таких систем были различные «обучающие компьютерные пакеты», которые включали в себя копии некоторых обучающих картриджей NES и дополнялись клонами BASIC-клавиатуры Famicom, что превращало приставку в довольно примитивный персональный компьютер.
Как и в случае с нелицензионными играми, Nintendo обычно обращалась в суд, чтобы запретить изготовление и продажу нелицензионных аппаратных клонов. Многие производители клонов включали встроенные копии лицензированных игр фирмы Nintendo, что в большинстве стран представляет собой нарушение авторского права. В 2004 году американское представительство Nintendo подало в суд против изготовителей Power Player Super Joy III, клона NES, который продавался в Северной Америке, Европе и Австралии.
Хотя большинство клонов являлись нелицензионными, существовало и три исключения — индийский Samurai, южнокорейский Hyundai Comboy, и Famicom Twin, выпущенный Sharp Corporation. Famicom Twin была совместима и с картриджами Famicom, и с дискетами Famicom Disk System. Она была доступна в разнообразных цветах; в ней использовались такие же неотсоединяемые геймпады, как и на Famicom, но с другим дизайном корпуса. В Индии система продавалась под названием Samurai и собиралась на месте из комплектующих по лицензии полученной в 1987 году из-за политики Licence Raj, которая запрещала импорт электроники.
Аналогичная лицензионная сделка была достигнута с Hyundai Electronics, который лицензировал систему под именем Hyundai Comboy на южнокорейском рынке. Эта сделка с Hyundai стала необходимой из-за широкого запрета правительства Южной Кореи на все японские «культурные продукты», который оставался в силе до 1998 года и гарантировал, что единственный способ, которым японские продукты могли легально попасть на южнокорейский рынок, — это лицензирование третьей стороне — (не японский) дистрибьютор.
В СССР и в России NES или Famicom официально никогда не продавалась, вместо неё широко продавались различные китайские и тайваньские клоны данной приставки (практически все в той или иной мере копировали японский Famicom). Самой популярной из них стал нелегальный тайваньский клон под названием Dendy (у тайваньцев они носили имя «Micro Genius»), заказывавшийся и продававшийся фирмой Steepler. За основу был взят японский конструктив консоли и картриджи соответствующего формата. Приставка Dendy Junior II внешне почти полностью повторяла оригинал, другие модели имели некоторые отличия: у моделей Classic, Classic II, Junior и Junior 4 геймпады можно было подключать к стандартному последовательному порту DE-9, применявшемуся в приставках Atari 2600 и восьмибитных компьютерах Atari. Видеосигнал у «Dendy» был PAL или, намного реже, SECAM, вместо NTSC у оригинальных Famicom Модели Classic и Classic II имели другой внешний вид (более обтекаемая форма, напоминающая Super Nintendo). Кроме того, модель Classic поставлялась только с 1 геймпадом, а модель Junior 4 имела в комплекте световой пистолет.
Помимо Dendy, в России были распространены множественные версии других фамиклонов, в 90-е года была наиболее распространена приставка Lifa. Её главные отличия от Dendy, кроме дизайна (чёрный цвет, другая форма, картриджи извлекались путём нажатия кнопки, а не перемещения ползунка), в её комплекте всегда был световой пистолет, подключаемый вместо второго геймпада. Кроме того были и другие клоны NES: Haili LM-888 (дизайн аналогичен приставке Lifa), также распространён был клон под названием «Kenga», внешне копировавший оригинальный Famicom и почти идентичный Dendy Junior II, в продаже были и другие, совершенно разные по внешнему виду, фамиклоны, например, в виде автомобильчика. В 2000-е годы рынок был наводнён продукцией фирм Simba’s и New Game. Также продавались фамиклоны в виде других игровых приставок, например, фамиклон Simba’s SuperStation копировал внешний вид Sony PlayStation. В настоящий момент эти компании выпускают фамиклоны, аналогичные по внешнему виду приставке Famicom (а значит, и Dendy Junior),.

## Технические характеристики

Для доступа к дополнительной памяти на картриджах устанавливались микросхемы-«мапперы» различных видов. Mike Tyson’s Punch Out! была официально единственной игрой, использовавшей «маппер» MMC2 Multi-Memory Controller

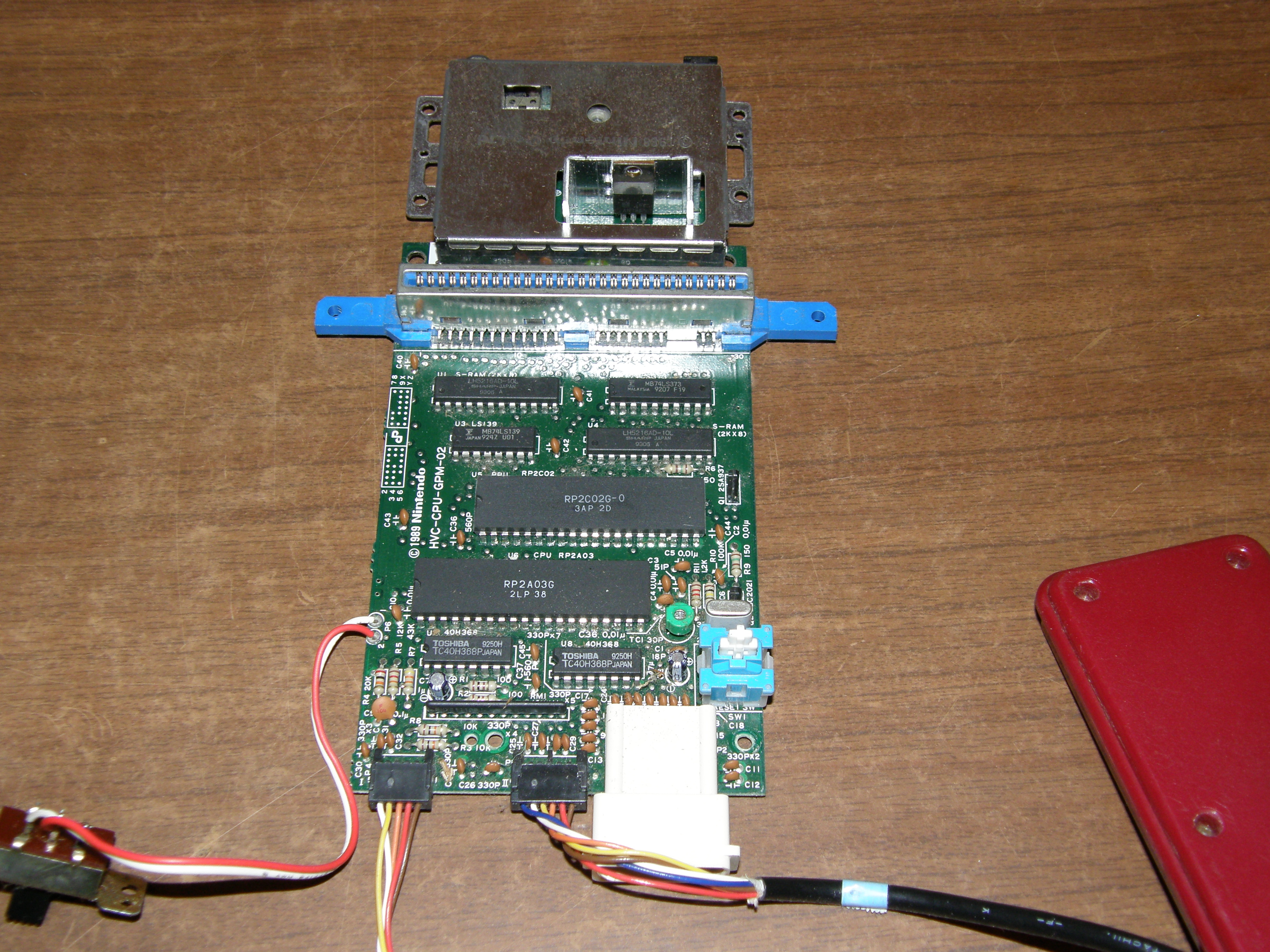
Японский Famicom внутри

- Процессор: 8-битный Ricoh, основанный на ядре 6502, содержащий в одном кристалле также заказной звуковой процессор и ограниченный контроллер DMA.
  - Региональные различия:
    - NTSC-версия, названная RP2A03, работает на частоте 1,79 МГц, этот процессор также использовался в PlayChoice-10 и Nintendo Vs. Series;
    - PAL версия, названная RP2A07, работает на частоте 1,66 МГц[38];
- Запоминающие устройства:
  - Основное (ОЗУ): 2 КБ, возможность использования дополнительной памяти, размещаемой на картридже
  - ПЗУ картриджа: до 49 128 байт (около 48 КБ) для ПЗУ, расширенного ОЗУ, и входа/выхода картриджа; возможно использование большего объёма памяти с помощью устройств управления расширенной памятью (мапперов)
- Звук: пятиканальный звукогенератор
  - Два частотных канала с прямоугольной формой сигнала, с переменной скважностью (12.5 %, 25 %, 50 %, 75 %), 16 уровнями громкости, встроенной подтяжкой высоты ноты, диапазон частот от 54 Гц до 28 кГц.
  - Один частотный канал с треугольной формой сигнала (фактически — 16-ступенчатой[39][неавторитетный источник]), с фиксированной громкостью, поддерживающий частоты от 27 Гц до 56 кГц.
  - 1 канал белого шума, с 16-ю уровнями громкости, поддерживающий два режима на 16-и заранее запрограммированных частотах.
  - 1 канал Дельта-ЦАП с разрядностью в 6 бит, использующий однобитный формат кодирования на одной из 16 частот дискретизаций от 4,2 кГц до 33,5 кГц. Также позволяет выводить произвольные цифровые данные разрядностью в 7 бит через равные промежутки времени.

Возможности скроллинга NES широко использовались в играх, подобных Gradius

- Picture processing unit (PPU): заказной видеоконтроллер производства Ricoh.
  - Региональные различия:
    - NTSC-версия, RP2C02, работает на частоте 5,37 МГц и выводит композитное видео.
    - PAL-версия, RP2C07, работает на частоте 5,32 МГц и выводит композитное видео.
    - Версия для PlayChoice-10, названная RP2C03, работает на частоте 5,37 МГц и выводит RGB видео (на частотах NTSC).
    - Версии Nintendo Vs. Series, названные RP2C04 и RP2C05, работают на частоте 5,37 МГц и выводят RGB-видео (на частотах NTSC), используются нестандартные цветовые палитры для предотвращения лёгкой смены ROM-ов игр.

  - Палитра: 48 цветов и 5 градаций серого в базовой палитре; красный, зелёный и синий могут быть индивидуально затемнены в определённых областях экрана, при помощи тщательно синхронизированного со внутренними таймерами кода.
  - Количество одновременно отображаемых цветов: 25 в одной строке (цвет фона + 4 палитры для фона по 3 цвета каждая + 4 палитры для спрайтов по 3 цвета), без учёта цветовой коррекции и записи новых значений посреди кадра.
  - Поддерживаемые аппаратно спрайты.
    - Максимальное количество спрайтов на экране: 64 (при условии неизменности спрайтов во время формирования кадра).
    - Размеры спрайтов: 8×8 или 8×16 пикселей (выбирается глобально для всех спрайтов).
    - Максимальное количество спрайтов в одной строке: 8, игнорирование дополнительных спрайтов контролируется специальным флагом (что позволяет программам менять приоритеты спрайтов, создавая мерцание).

  - Видеопамять: 2 килобайта (не учитывая буфер видеопроцессора), дополнительная память может быть предоставлена картриджем.
  - Внутренняя память PPU: 256 байт памяти позиций/атрибутов, палитры (позволяет выбирать цвета фона и спрайтов) на разных шинах PPU.
  - Внешняя память PPU: 2 килобайта ОЗУ для описания фонового изображения на плате самого NES, и дополнительно — 8 килобайт ПЗУ или ОЗУ на картридже (потенциально — любое разумное количество, с использованием переключения банков памяти).
  - Слоевая прокрутка: однослойная, хотя параметры горизонтальной прокрутки можно изменять в каждой строке развёртки (при определённом навыке программирования можно управлять и вертикальной прокруткой).
  - Разрешение экрана: 256×240 пикселей, хотя NTSC-игры используют только 256×224, так как на большинстве телевизоров верхние и нижние 8 линий развёртки не видны; для увеличения пропускной способности видеопамяти существовала возможность отключать визуализацию до завершения обновления экрана.
  - Видеовыход:
    - Оригинальная NES: композитный и антенный видеовыходы.
    - Оригинальные Famicom и NES 2: только антенный видеовыход.
    - AV Famicom: только композитный видеовыход, через 12-штырьковый «мультивыход», появившийся в приставках Super Famicom и Super NES.
    - PlayChoice 10: инвертированный RGB видеовыход.

## Игровые хиты
Двадцать наиболее продаваемых игр для NES/Famicom:
1. Super Mario Bros.
2. Duck Hunt
3. Super Mario Bros. 3
4. Super Mario Bros. 2
5. The Legend of Zelda
6. Tetris
7. Dr. Mario
8. Zelda II: The Adventure of Link
9. Teenage Mutant Ninja Turtles
10. Excitebike
11. Golf
12. Dragon Quest III
13. Yie Ar Kung-Fu
14. Baseball
15. Dragon Quest IV
16. World Class Track Meet
17. Mike Tyson's Punch-Out!!
18. Metroid
19. Super Mario Bros.: The Lost Levels
20. Dragon Quest II